# Голованов, Дмитрий Адамович
Дмитрий Адамович Голованов (8 августа 1915, Минск — неизвестно, неизвестно) — участник советского атомного проекта, лауреат Сталинской премии 1-й степени (1951).

## Биография
Родился 8 августа 1915 года в Минске.
С октября 1933 по октябрь 1934 года служил в РККА.
До войны окончил вуз, инженер-связист.
С 1941 по 10 апреля 1946 года служил в армии, 7-й авиационный корпус дальнего действия, с октября 1944 года — 9-й гвардейский бомбардировочный авиационный корпус, помощник начальника отдела связи по радио, старший техник-лейтенант.
После демобилизации работал в КБ-11 (ВНИИЭФ), заместитель начальника отдела 24/21 (с 1948 года отдел 48) (создание системы электрического инициирования заряда).
С апреля 1955 по 1957 год — начальник отдела электродетонаторов (отдел № 87) НИИ-1011 (ВНИИТФ) (в то время институт работал ещё не в Снежинске, а в Сарове на базе КБ-11).
В первой половине 1960-х годов — один из разработчиков электродетонатора Д-22 (повышенной безопасности).

## Награды
- Медаль «За победу над Германией в Великой Отечественной войне 1941—1945 гг.»;
- Орден Трудового Красного Знамени;
- Сталинская премия 1-й степени по Постановлению СМ СССР № 4964-2148сс/оп (06.12.1951) — за участие в разработке системы инициирования изделия РДС.